# KSAZ-TV
KSAZ-TV는 미국 폭스 방송 계열의 지역방송이다. 예전에는 CBS 계열이었으나, 1994년에 폭스 방송에 넘겼다. 미국 애리조나주 피닉스를 관할한다.